# Solon Irving Bailey
Solon Irving Bailey (født 29. december 1854 i Lisbon, New Hampshire, død 5. juni 1931 i Norwell, Massachusetts) var en amerikansk astronom.
Bailey var Doctor of Science og har sin meste tid, indtil 1925, været knyttet til Harvard College Observatory som Phillips Professor of Astronomy. Han har udført et meget stort observationsarbejde, hovedsagelig med hensyn til variable stjerner, dels på selve Harvard-observatoriet og dels på Harvards sydlige station i Arequipa i Peru, som Bailey i 1889 var med til at oprette, og for hvilken han i længere tid fungerede som chef. Bailey var den første, der påviste, at der fandtes foranderlige stjerner i de kugleformede stjernehobe, og har også undersøgt fordelingsloven for stjerner i kugleformede hobe. Hans arbejder er publicerede i Annals of the Harvard College Observatory.